# Verein Niedersächsischer Bildungsinitiativen
Der Verein Niedersächsischer Bildungsinitiativen (VNB) ist ein in Hannover ansässiger Verband von 48 Mitgliedsorganisationen, die mit unterschiedlichen Arbeitsschwerpunkten selbstorganisierte Bildungsarbeit durchführen.

## Geschichte
Der Verein wurde am 12. Juni 1983 gegründet. Er versteht sich als Bildungswerk von Nichtregierungsorganisationen in Niedersachsen. 1990 erkannte ihn das Niedersächsische Ministerium für Wissenschaft und Kultur als Landeseinrichtung der Erwachsenenbildung nach dem Niedersächsischen Erwachsenenbildungsgesetz an. Seit Juli 2019 ist der Verein Unterzeichner der Initiative Transparente Zivilgesellschaft.

## Bedeutung
Im VNB-Bildungswerk arbeiten Menschen und Institutionen aus der Ökologiebewegung, der Friedensbewegung und Eine-Welt-Bewegung zusammen. Weitere Arbeitsschwerpunkte bilden die Bereiche globales und interkulturelles Lernen sowie die geschlechtsbezogene Bildungsarbeit (Bereich Gender). Zu den Leitzielen der VNB-Bildungsarbeit gehören gleichberechtigt die Förderung individueller Selbstverwirklichung, politischer Mitgestaltung und gesellschaftlichen Engagements.
Drei regionale Geschäftsstellen und die Landesgeschäftsstelle in Hannover koordinieren niedersachsenweit die Zusammenarbeit mit über 200 Bildungsinitiativen und Tagungshäusern. In diesem Bildungsnetzwerk sind rund 3800 Menschen überwiegend ehrenamtlich tätig. Zu den Mitgliedern des VNB gehören unter anderem die Heimvolkshochschule Akademie Waldschlösschen und der Verband Entwicklungspolitik Niedersachsen.
Überregional ist der VNB als Entsendeorganisation für weltwärts tätig, dem internationalen Freiwilligendienst des Bundesministeriums für wirtschaftliche Zusammenarbeit und Entwicklung. Er ist, gemeinsam  mit Bündnis 90/Die Grünen, Stiftungsgeber der niedersächsischen Heinrich-Böll-Stiftung – Stiftung Leben und Umwelt. Er arbeitet mit anderen Landesverbänden einer unabhängig-alternativen Weiterbildung zusammen, z. B. der Landesarbeitsgemeinschaft für eine andere Weiterbildung NRW, der Landesarbeitsgemeinschaft Anderes Lernen in Rheinland-Pfalz und der Landesarbeitsgemeinschaft für politisch-kulturelle Bildung in Brandenburg im Rahmen der Bundesarbeitsgemeinschaft Andere Weiterbildung e.V.
Im Jahr 2020 haben 7.446 Teilnehmer die Bildungsangebote des VNB im Rahmen des Niedersächsischen Erwachsenenbildungsgesetzes wahrgenommen. Hinzu kommen die Besucher der Tagungen und der Mobilen Lernausstellungen. Das VNB-Ausstellungsprojekt Anne Frank – eine Geschichte für heute wurde mit dem Innovationspreis 2013 des Niedersächsischen Bundes für freie Erwachsenenbildung ausgezeichnet.

## Projekte des VNB
Mobile Lernausstellungen

Der Global.Fair-Truck 2007 in Hannover

Der VNB erstellt multimediale Ausstellungen, die mobil sind und bundesweit verliehen werden. Aktuell ist dies folgende Ausstellung:
- Menschen auf der Flucht (in Kooperation mit „missio Aachen“)

Internationale Kooperationen
Der VNB arbeitet in transnationalen Projekten mit Partnern aus ganz Europa und dem globalen Süden zusammen. Inhalte der Zusammenarbeit sind u. a. die Bildung für nachhaltige Entwicklung, die Förderung von Maßnahmen zur Integration und Inklusion vulnerabler Gruppen und die Erprobung neuer Methoden in der Erwachsenenbildung.